# Gilad Erdan
Gilad Menashe Erdan (en hebreu: גִּלְעָד מְנַשֶּׁה אֶרְדָן; AFI: [ɡilˈʔad eʁˈdan]) (Ascaló, 30 de setembre de 1970) és un polític israelià, que exerceix de membre del Kenésset pel partit Likkud, així com Ministre de Seguretat Pública, d'Afers Estratègics i d'Informació d'Israel. Anteriorment ostentà els càrrecs de Ministre de Protecció Mediambiental, de Comunicacions, de Defensa Interior i de l'Interior.

## Orígens
Nasqué el 30 de setembre de 1970 a la ciutat d'Ascaló sent descendent de jueus romanesos i jueus hongaresos. Assolí el grau de capità durant el servei militar a les Tropes Adjunts de les Forces de Defensa d'Israel. Després de complir amb l'exèrcit, estudià Dret a la Universitat Bar-Ilan, obtenint la llicenciatura i començant a treballar com a advocat. Erdan viu a Qiryat Ono, casat i amb quatre fills.

## Carrera política

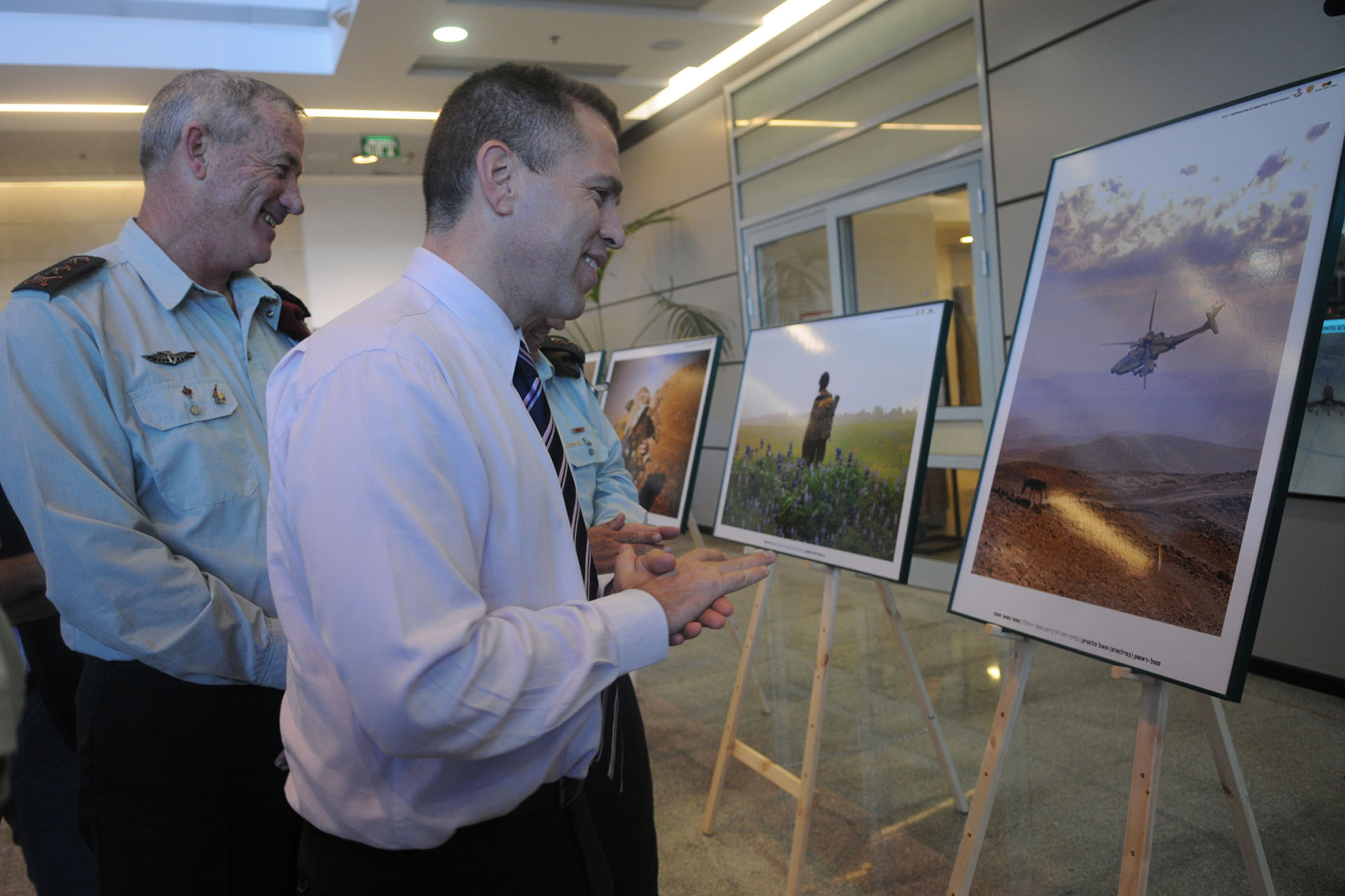
Erdan amb el cap de personal de les FDI Benny Gantz

Treballà com a assessor del Primer ministre Binyamín Netanyahu i fou director del Departament de Peticions Públiques a l'oficina del Primer ministre entre 1996 i 1998. També treballà com a assessor del líder del Likkud Ariel Xaron a la dècada de 1990.
Fou escollit per primera vegada a la Kenésset a les eleccions generals de 2003. Conservà l'escó a les eleccions generals de 2006, malgrat l'esfondrament del Likkud, passant de 40 a 12 representants, després d'haver guanyat el quart lloc de la llista a les primàries del partit. De cara als següents comicis de 2009, obtingué el tercer lloc de la llista a les primàries del partit, celebrades el 8 de desembre de 2008, i posteriorment reelegit diputat. Fou aleshores quan fou nomenat Ministre de Protecció Mediambiental i responsable encarregat de coordinar el govern i el Knesset al gabinet de Netanyahu. Quan el govern prengué possessió l'any 2009, manifestà el seu suport al discurs d'Avigdor Lieberman contrari a la Conferència d'Annapolis i a la pressió internacional. Comentà que «Israel no segueix ordres d'Obama» i que «els ciutadans d'Israel han decidit que no es convertiran en el cinquanta primer estat dels Estats Units».
A la Kenésset, donà suport a impulsar els llaços entre Israel i els cristians evangèlics, a més de presentar projectes de llei per a fer complir les lleis antitabac, revocant definitivament les llicències de conduir dels infractors de tràfic reincidents, i permetent als tribunals revocar la ciutadania israeliana per "deslleialtat a l'Estat". Abans de presentar aquest últim projecte de llei, estigué involucrat en una discussió amb el diputat àrab israelià Azmi Bishara. Durant una reunió del Comitè de la Llei i la Constitució de la Kenésset per a discutir una proposta similar del diputat Zevulun Orlev (PNR), interrompé el discurs de Bishara cridant «Per què no te'n tornes a Síria?», en referència al viatge que Bishara hi feu l'estiu anterior. La resposta no es feu esperar i Bishara li contestà «Per què no et fas fotre?», creant així una important crisi al comitè.
L'any 2011, rebutjà una oferta per a convertir-se en ambaixador israelià a les Nacions Unides i manifestà el seu compromís amb el medi ambient i el desig de continuar les reformes mediambientals. Al novembre de 2014 fou nomenat Ministre de l'Interior després de la dimissió de Gideon Sa'ar.
El 24 de maig de 2015, el Primer Ministre Netanyahu el nomenà Ministre de Seguretat Pública, d'Afers Estratègics i d'Informació. A l'endemà la Kenésset el ratificà en els càrrecs per 58 a 55 vots. El seu nomenament arribà onze dies després que, inicialment, es negués a unir-se al nou govern de Netanyahu, al considerar que les ofertes ministerials inicials del primer ministre eren insuficients. Dos ministres, Yariv Levin i Ze'ev Elkin, renunciaren a les seves carteres i el ministre sense cartera Benny Begin renuncià a participar en el govern per tal de facilitar el nomenament d'Erdan.
En la seva funció com a Ministre de Seguretat Pública Erdan i el seu company de gabinet, el Ministre de Justícia Ayelet Shaked, proposaren l'anomenada "llei Facebook" que permet als tribunals especials israelians emetre decrets contra empreses, com Facebook o Google, per tal d'eliminar contingut públic considerat una amenaça per la seguretat nacional, la seguretat pública o una violació del Dret. La llei fou criticada per sobrepassar la legislació vigent, en la què primer un tribunal ha de decidir si un contingut específic coincideix amb les acusacions.

## Activitats públiques
Erdan és president d'Al Sam, una organització que tracta assumptes de fàrmacs, i dins del Parlament israelià forma part del Comitè sobre Abusos de Fàrmacs. També és president del "Grup de pressió pels soldats perduts en combat", entitat que ell mateix establí. Finalment, també és membre integrant de l'Assemblea General de l'Autoritat de Radiodifusió d'Israel.